# Пол Кронк
Пол Кронк (англ. Paul Kronk; нар. 22 вересня 1954) — колишній австралійський тенісист.
Найвищу одиночну позицію світового рейтингу — 66 місце досяг 6 червня 1980, парну — 35 місце — 4 січня 1982 року.
Здобув 9 парних титулів.
Найвищим досягненням на турнірах Великого шолома були фінали в парному розряді.

## Фінали турнірів Великого шолома

### Парний розряд: 3 (3 поразки)
| Результат | Рік  | Турнір                                      | Покриття | Партнер      | Суперники                   | Рахунок  |
| --------- | ---- | ------------------------------------------- | -------- | ------------ | --------------------------- | -------- |
| Поразка   | 1976 | Відкритий чемпіонат США з тенісу 1976       | Трава    | Кліфф Летчер | Том Оккер Марті Ріссен      | 4–6, 4–6 |
| Поразка   | 1978 | Відкритий чемпіонат Австралії з тенісу 1978 | Трава    | Кліфф Летчер | Войцех Фібак Кім Ворвік     | 6–7, 5–7 |
| Поразка   | 1979 | Відкритий чемпіонат Австралії з тенісу 1979 | Трава    | Кліфф Летчер | Пітер Макнамара Пол Макнамі | 6–7, 2–6 |

## Фінали за кар'єру

### Парний розряд (9–10)
| Результат | W/L  | Дата     | Турнір                                           | Покриття   | Партнер         | Суперники                           | Рахунок       |
| --------- | ---- | -------- | ------------------------------------------------ | ---------- | --------------- | ----------------------------------- | ------------- |
| Поразка   | 0–1  | Лис 1974 | Мельбурн, Австралія                              | Трава      | Майк Естеп      | Гровер Раз Рейд Аллан Стоун         | 6–7, 4–6      |
| Поразка   | 0–2  | Вер 1976 | Відкритий чемпіонат США з тенісу, Нью-Йорк       | Ґрунт      | Кліфф Летчер    | Марті Ріссен Том Оккер              | 4–6, 4–6      |
| Поразка   | 0–3  | Лют 1977 | Маямі, США                                       | Ґрунт      | Кліфф Летчер    | Браян Готтфрід Рауль Рамірес        | 5–7, 4–6      |
| Поразка   | 0–4  | Бер 1977 | Гемптон, США                                     | Килим      | Кліфф Летчер    | Сенді Меєр Стен Сміт                | 4–6, 3–6      |
| Поразка   | 0–5  | Тра 1977 | Дюссельдорф, Західна Німеччина                   | Ґрунт      | Кліфф Летчер    | Юрген Фассбендер Карл Майлер        | 3–6, 3–6      |
| Поразка   | 0–6  | Січ 1979 | Відкритий чемпіонат Австралії з тенісу, Мельбурн | Трава      | Кліфф Летчер    | Войцех Фібак Кім Ворвік             | 6–7, 5–7      |
| Поразка   | 0–7  | Січ 1980 | Відкритий чемпіонат Австралії, Мельбурн          | Трава      | Кліфф Летчер    | Пітер Макнамара Пол Макнамі         | 6–7, 2–6      |
| Перемога  | 1–7  | Лют 1980 | Сан-Хуан, США                                    | Тверде     | Пол Макнамі     | Роберт Троголо Марк Терпін          | 7–6, 6–3      |
| Перемога  | 2–7  | Кві 1980 | Палм-Гарбор, США                                 | Тверде     | Пол Макнамі     | Стів Дочерті Джон Джеймс            | 6–4, 7–5      |
| Перемога  | 3–7  | Січ 1981 | Гуаружа, Бразилія                                | Тверде     | Девід Картер    | Анхель Хіменес Хайро Веласко, стар. | 6–1, 7–6      |
| Перемога  | 4–7  | Лют 1981 | Вінья-дель-Мар, Чилі                             | Ґрунт      | Девід Картер    | Андрес Гомес Белус Прахокс          | 6–1, 6–2      |
| Перемога  | 5–7  | Лют 1981 | Мар-дель-Плата, Аргентина                        | Ґрунт      | Девід Картер    | Анхель Хіменес Хайро Веласко, стар. | 6–7, 6–4, 6–0 |
| Поразка   | 5–8  | Бер 1981 | Тампа, США                                       | Тверде     | Девід Картер    | Бернард Міттон Балч Волтс           | 3–6, 6–3, 1–6 |
| Перемога  | 6–8  | Тра 1981 | Мюнхен, Західна Німеччина                        | Ґрунт      | Девід Картер    | Ерік Фромм Шломо Глікштейн          | 6–3, 6–4      |
| Поразка   | 6–9  | Лип 1981 | Гштад, Швейцарія                                 | Ґрунт      | Девід Картер    | Гайнц Ґюнтгардт Маркус Ґюнтгардт    | 4–6, 1–6      |
| Перемога  | 7–9  | Лип 1981 | Кіцбюель, Австрія                                | Ґрунт      | Девід Картер    | Марко Остоя Люк Сандерс             | 7–6, 6–1      |
| Перемога  | 8–9  | Жов 1981 | Melbourne Indoor, Австралія                      | Килим (i)  | Пітер Макнамара | Шервуд Стюарт Ферді Тейган          | 3–6, 6–3, 6–4 |
| Поразка   | 8–10 | Бер 1982 | Лінц, Австрія                                    | Ґрунт      | Род Фролі       | Андерс Яррід Ганс Сімонссон         | 2–6, 0–6      |
| Перемога  | 9–10 | Бер 1982 | Мец, Франція                                     | Тверде (i) | Девід Картер    | Метт Дойл Дейв Сіглер               | 6–3, 7–6      |

## Нотатки
1. ↑  Турнір належав до циклу Гран-прі, але змагання в парному розряді офіційно не подає ATP.